# Daliburgh Church

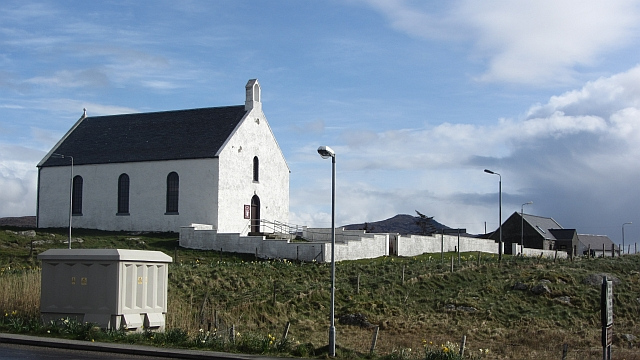
Daliburgh Church

Die Daliburgh Church ist ein Kirchengebäude der presbyterianischen Church of Scotland auf der schottischen Hebrideninsel South Uist. 1985 wurde das Gebäude in die schottischen Denkmallisten in der Kategorie B aufgenommen.

## Geschichte
Die schottische Reformation erreichte die römisch-katholisch geprägten Äußere Hebriden erst spät. Auf die Vertreibung eines Teils der Inselbevölkerung und der späteren Immigration aus reformierten Regionen Schottlands folgte der Bedarf zur Einrichtung reformierter Kirchengebäude auf South Uist. 1859 ließ die Church of Scotland mit der Howmore Parish Church die erste presbyterianische Kirche auf der Insel errichten. Im Zuge des schottischen Kirchenschismas hatte sich die Free Church of Scotland von der Hauptkirche abgespalten. Diese ließ 1863 die Daliburgh Church errichten. Mit der Verschmelzung der beiden Organisation gelangte die Gemeinde zur Church of Scotland. In den 1920er Jahren wurde eine Gemeindehalle ergänzt. 1978 erfolgte die Fusion der Kirchengemeinde mit der Nachbargemeinde der Howmore Parish Church. Erneut 2014 fusionierte die Gemeinde mit der Kirchengemeinde der Barra Parish Church auf der Nachbarinsel Barra. Der Geistliche der gemeinsamen Pfarrstelle wohnt auf Barra.

## Beschreibung
Die Kirche steht abseits der A865 in der Siedlung Daliburgh im Süden der Insel. Mit der St Peter’s Church befindet sich auch ein römisch-katholisches Kirchengebäude in der Ortschaft. Der Körper der schlicht ausgestalteten, länglichen Saalkirche ist drei Achsen weit. Ihre Fassaden sind mit Harl verputzt. Sämtliche Gebäudeöffnungen, die hohen Fenster sowie das Portal an der Südfassade, sind rundbogig ausgeführt. Das abschließende Satteldach ist schiefergedeckt. Auf dem Südgiebel sitzt ein kleiner Dachreiter. Die angeschlossene Sakristei und der Gemeindesaal sind neueren Datums.
Bei dem zugehörigen Pfarrhaus handelt es sich um einen zweigeschossigen, drei Achsen weiten Bau. Mittig tritt ein Vorbau mit dem Portal aus der Fassade heraus. Es sind vierteilige Sprossenfenster eingesetzt. Sein Schieferdach ist mit giebelständigen Kaminen ausgeführt.